# Дидий Юлиан
Марк Дидий Север Юлиан (на латински: Marcus Didius Severus Iulianus) е римски император от 28 март до 1 юни 193 г., след като „купува“ територията на Рим от властта от преторианската гвардия, които убиват прешественика му. Самият той също е убит от гвардията около два месеца по-късно.
Юлиан е син на Квинт Петроний Дидий Север и Емилия Клара.Негови братя са Дидий Прокул и Дидий Нумий Албин. Датата му на раждане според Касий Дион е 30 януари 133 г., и 2 февруари 137 г., според Historia Augusta. Отгледан е от Домиция Луцила, майката на римския император Марк Аврелий.
С нейна помощ той успява на много ранни години да стане част от vigintivirate, като първа стъпка към политическа кариера. Жени се за римлянка на име Манлия Сканцила и около 153 г. тя ражда неговото единствено дете Дидия Клара.
Последователно заема постовете квестор,, след това едил, и после около 162 г. Дидий Юлиан става претор.

## Управление
След убийството на Пертинакс преторианците обявяват императорския трон на търг, който се провел пред стените на преторианския лагер край Рим.  Предложилият най-много пари във вид на подарък трябвало да бъде одобрен за император от гвардейските части и да получи подкрепата им. Това се оказва богатият сенатор Дидий Юлиан, който се явява на търга пиян и обещава по 25 хиляди сестерции на войник.
Безсрамната продажба на властта доказала корупцията на преторианската гвардия и накарала негодуващите граждани да изпратят апел за помощ до губернатора на Сирия – Песцений Нигер. Други двама военачалници: Клодий Албин и Септимий Север също се отзовават на апела. Това дало началото на невиждана гражданска война, продължила 4 години.
Начело на силната Дунавска армия, от Панония в Рим пристига пръв Септимий Север. Дидий Юлиан бързо го признава за съвладетел и дори приема името на Север в опит да го направи съюзник. За двата месеца управление Юлиан успява да загуби благоволението на преторианците понеже става ясно, че не може да им изплати всичко обещано за награда. Сенатът обявява Юлиан за враг на отечеството и заема страната на по-силния претендент. При пристигането на Север в Рим, бившият император е изоставен в двореца си, където е намерен и обезглавен от врага.
Силно непопулярен заради начина, по който получил властта, Дидий Юлиан няма нужната сила да овладее почти безнадеждната ситуация, в която попада поради собствената си суетност и самозабравяне. Без сериозна военна подкрепа, бойкотиран от Сената и народа, неговото скорошно падение е предопределено. Липсва му и жестокостта, с която да сплаши и овладее както противниците, така и малкото си поддръжници, поради което става тяхна жертва.

## Други
- Година на петимата императори